# Chlorion lobatum
Chlorion lobatum är en biart som först beskrevs av Fabricius 1775.  Chlorion lobatum ingår i släktet Chlorion och familjen grävsteklar.

## Underarter
Arten delas in i följande underarter:
- C. l. lobatum
- C. l. rugosum